# Alfred Richter
Alfred Richter (ur. 29 marca 1909, zm. ?) – zbrodniarz nazistowski, członek załogi niemieckiego obozu koncentracyjnego Mauthausen-Gusen i SS-Rottenführer.
Z zawodu pracownik rolny. Członek Waffen-SS. Pełnił służbę w podobozie KL Mauthausen – Linz III od jesieni 1944 do 5 maja 1945. Był tam strażnikiem w jednym z komand więźniarskich. Po zakończeniu wojny Richter zasiadł na ławie oskarżonych w procesie załogi Mauthausen-Gusen (US vs. Hans Bergerhoff i inni), który toczył się przed amerykańskim Trybunałem Wojskowym w Dachau. 23 czerwca 1947 został on skazany na karę dożywotniego pozbawienia wolności. Jak ustalił Trybunał oskarżony wielokrotnie katował więźniów kolbą karabinu, przynajmniej w jednym przypadku ze skutkiem śmiertelnym. W wyniku rewizji wyroku 26 lutego 1948 karę unieważniono. Powołany psychiatra sądowy ustalił bowiem, iż Richter był niepoczytalny zarówno podczas popełniania zarzucanych mu czynów, jak i w trakcie procesu.